# Anishinaabe
Els anishinaabe, o més ben dit anishinaabeg o anishinabek (és la forma plural de la paraula) és una autodescripció usada sovint per les persones que pertanyen a les tribus ameríndies de odawa, ojibwe, i els pobles algonquins de Nord Amèrica, que comparteixen uns idiomes algonquins fortament relacionats.

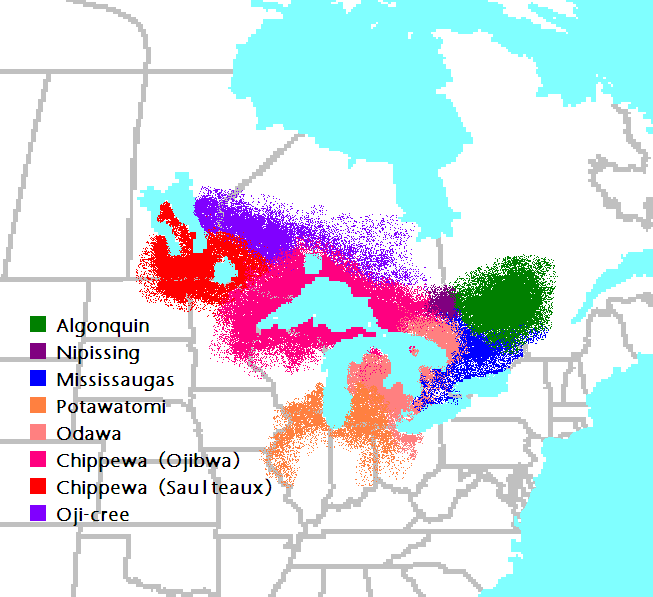
Distribució dels anishinaabe i anishinini al voltant de 1800..

## Etimologia
La definició de «anishnaabeg» és «primers» o «població-original». Una altra definició possible es refereix a les idees sobre els humans bons, o a les bones persones que estan en el camí correcte que el Creador els ha donat.
Hi ha moltes variants ortogràfiques per al nom anishinaabe, depenent de l'esquema de transcripció i també de si s'usa el nom plural o el singular. Així, els diferents sistemes ortogràfics pot indicar diferent longitud vocal o diferir en l'ortografia d'algunes consonants (anishinabe, anicinape); així mateix, les variants que acaben en -eg/ek (anishinaabeg, anishinabek) provenen d'un plural algonquí, mentre que aquelles que acaben en una -e provenen d'un singular algonquí.
Els ojibwe de l'est i els odawa, a conseqüència de la síncope que experimenta la paraula, el nom «anishinaabe» es pren com Nishnaabe. El terme afí Neshnabé ve dels potawatomi, un poble antic aliat dels odawas i ojibwes en el Concili de tres focs. Identificats com anishinaabe però malgrat això no sent part del Concili de Tres Focs estan els nipissing, els mississaugas i els algonquins.
El poble Saulteaux de l'oest de Manitoba i l'est de Saskatchewan són també Anishinaabe, una sub-tribu ojibwe, però normalment s'autodenominen Nakawē(-k) i en la seva forma en la llengua anishinaabe, Nakawēmowin. Els Oji-Creu (també coneguts com Severn Ojibwe) per la seva part estan estretament relacionats amb els ojibwe i parlen una llengua mútuament intel·ligible envers el anishinaabemowin (idioma anishinaabe) però no són considerats com a part dels anishinaabeg. En canvi, s'autodenominen com anishinini (plural: anishininiwag) i al seu idioma com anishininimowin.

## Història

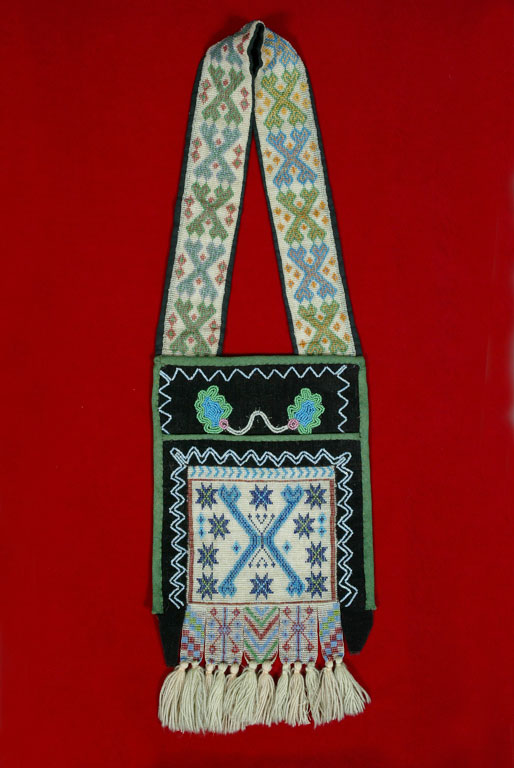
Una bossa de bandolera ojibwa (ca. 19.000 en la col·lecció permanent del Museu dels Nens d'Indianapolis.

Segons la història oral, els anishinaabeg eren originalment de les Províncies Marítimes o la costa del Labrador de l'est del Canadà. Els anishinaabeg van viatjar terra endins pujant el Riu Sant Llorenç fins a establir durant molt de temps un centre cultural a la regió de Sault Ste. Marie de Ontario, el Canadà. Amb l'expansió del comerç en societat amb els francesos i més tard amb els britànics, i gràcies a la disponibilitat d'armes lleugeres, alguns membres del Concili de tres focs es van expandir cap a sud al riu Ohio, al sud-oest al llarg del riu Illinois, i a l'oest al llarg del llac Superior, llac dels Boscos i a les Grans Planes pel nord.
A mesura que els anishinaabeg s'anaven endinsant en el continent, mitjançant tant aliances com conquestes, diversos pobles algonquins, que estaven estretament relacionats, es van incorporar a la Nació Anishinaabe. Entre aquests pobles, es troben els Noquet (que inicialment formaven part de la tribu menomini) i els Mandwe (que al principi eren part de la tribu dels Fox). Altres grups que s'hi van unir poden ser classificats generalment segons els membres del Clan dels Doodem. Els Migizi-doodem (Clan de l'Àguila Calba) solen identificar aquells individus els ancestres dels quals eren nadius americans; els Awaazisii-doodem (Clan Burbot) es consideren una branca ara desapareguda dels sioux que habitaven la regió de Sault Ste. Marie, al llac Superior; i els Dt.'iingan-doodem (Clan del Llop) es reconeixen com els Santee Sioux. A més, altres grups Anishinaabe doodem van emigrar fora del nucli principal de les agrupacions Anishinaabeg, com els Nibiinaabe-doodem (Clan Minven), que actualment és el Clan de l'Esperit de l'Aigua dels Winnebagos.
Els anishinaabeg viuen com a governs tribals o lideren Primeres Nacions tant en el nord dels Estats Units com el sud del Canadà, sobretot al voltant dels Grans Llacs d'Amèrica del Nord. Per qüestions com a diversos tractats que van dur a terme i l'Acta de Remoció Índia del Segle XIX alguns anishinaabeg actualment es troben a Kansas i Oklahoma.

## Anishinaabe en la cultura popular
Un clan Anishinaabe fictici en Ontario, els mtigwaki apareix en la tira cómita For Better or For Worse, de 2005-2006.